# Philip Greaves
Sir Philip Greaves, né le 19 janvier 1931, est un homme d'État barbadien. Il est gouverneur général de la Barbade par intérim du 1er juillet 2017 au 8 janvier 2018.

## Biographie
Ancien sénateur, puis ministre et vice-Premier ministre, il devient gouverneur général par intérim de la Barbade le 1er juillet 2017, en remplacement de Sir Elliott Belgrave.